# Anton Ivanovič si arrabbia
Anton Ivanovič si arrabbia (Антон Иванович сердится, Anton Ivanovič serditsja) è un film del 1941 diretto da Aleksandr Viktorovič Ivanovskij.